# Sistem de referință inerțial
În fizică, un sistem de referință inerțial este un sistem de referință față de care este respectată prima lege a lui Newton: Orice corp își menține starea de repaus sau de mișcare rectilinie uniformă atât timp cât asupra sa nu acționează alte forțe sau suma forțelor care acționează asupra sa este nulă (principiul inerției).
În mecanica clasică (nerelativistă) toate sistemele de referință inerțiale se mișcă unul față de altul cu viteză constantă (mișcare rectilinie uniformă).